# Ho Kŏ-i
Ho Kŏ-i (hangeul : 허가이 ; hanja : 許哥誼 ; RR : Heo Ga-i), aussi connu sous le nom de Alexei Ivanovich Hegai (Алексей Иванович Хегай), né le 8 mars 1908 et mort le 2 juin 1953, est un homme politique Nord-Coréen. Il est deuxième vice-président du Politburo du Parti du travail de Corée de 1949 jusqu'à sa purge en 1953.